# Langley (Washington)
Pour les articles homonymes, voir Langley.
Langley est une ville américaine située dans le comté d'Island, dans l'État de Washington. Selon le recensement de 2010, sa population est de 1 035 habitants.